# Marigold (2007)
Marigold: An Adventure in India is een muzikale romantische komedie uit 2007.

## Verhaal
Een Amerikaanse actrice genaamd Marigold Lexton raakt na een bezoek aan India verzeild in de filmindustrie van Bollywood en krijgt een kleine rol in een musical.

## Filmlocaties
- Goa, India
- Jodhpur, Rajasthan, India
- Khimsar, Rajasthan, India
- Mumbai, Maharashtra, India
- Rajasthan, India
- Londen, Engeland, UK
- Vancouver, Brits-Columbia, Canada
- Global Village, Dubai, Verenigde Arabische Emiraten

## Rolverdeling
- Salman Khan ... Prem
- Ali Larter ... Marigold Lexton
- Nandana Sen ... Jaanvi
- Ian Bohen ... Barry
- Shari Watson ... Doreen
- Helen Richardson
- Vikas Bhalla
- Suchitra Pillai ... Malik
- Vijayendra Ghatge
- Roopak Saluja ... Mani
- Kiran Juneja
- Gulshan Grover
- Rakesh Bedi ... Manoj
- Marc Allen Lewis ... Marc
- Lea Moreno Young ... Valjean
- Catherine Fulop ... Sister Fernandéz